# 205-ös tervszámú rakétás gyorsnaszád
A 205-ös tervszámú hajó, vagy Projekt 205 (szovjet kódneve: Moszkit, NATO kódja: Osa class) szovjet rakétás gyorsnaszád, amelyet az 1950-es évek végén fejlesztettek ki és 1960-tól gyártották. Nagy darabszámban készült több hajógyárban is. A Szovjet Haditengerészet mellett több a Szovjetunióval szövetséges ország is alkalmazta, emellett Kínában ig gyártották. A hajótípust harci körülmények között is bevetették az arab–izraeli és az indiai–pakisztáni háborúk alatt. Több változata is készült. Alapfegyverzetét P–15 robotrepülőgépek alkották. Ezen alapul a 206-os tervszámú torpedónaszád is. Később az 1241-es típusú korvettek váltották fel.